# مارکو آلبرت
مارکو آلبرت (استونیایی: Marko Albert؛ زادهٔ ۲۵ ژوئن ۱۹۷۹) ورزشکار سه‌گانه اهل استونی بود.
وی در بازی‌های المپیک تابستانی ۲۰۰۴ و بازی‌های المپیک تابستانی ۲۰۰۸ شرکت کرده‌است.